# Gobio ohridanus
Gobio ohridanus är en fiskart som beskrevs av Stanko Karaman 1924. Gobio ohridanus ingår i släktet Gobio och familjen karpfiskar. IUCN kategoriserar arten globalt som sårbar. Inga underarter finns listade i Catalogue of Life.